# Mohammed Qacim Ferichta
Mohammed Qacim Ferichta est un historien persan né vers 1560 à Asterabad.
Il vint de bonne heure se fixer à Ahmednagar dans le Dekkan. Il occupa des postes éminents à la cour de Visapour, et publia, sous le titre de Kétabi témam, une histoire de l'Inde en 12 livres, qui s'étend de 997 à 1620, et qui a été traduite en anglais par John Briggs (Londres, 1829).